# Массовое убийство

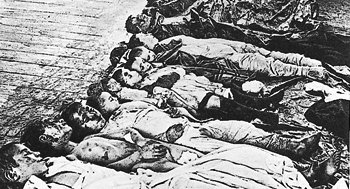
Еврейские дети, жертвы погрома в Екатеринославе в 1905 году

Массовое убийство — убийство большого количества людей (троих и более), осуществлённое одновременно или за короткий промежуток времени. Обычно совершается в одном месте; убийца может быть один или их может быть несколько. Может являться инструментом политики террора или геноцида (см. карательная акция, резня), а может совершаться отдельными лицами с психическими отклонениями или в состоянии аффекта.
Конгресс США определяет массовые убийства как убийство трёх и более человек в ходе одного события за короткий промежуток времени, без перерыва между убийствами.
Массовое убийство, совершённое группой вооружённых экстремистов или государственными силовыми структурами в отношении какой-либо этнорелигиозной группы, часто называют резнёй или погромом.

## Незаконные расстрелы

### В вооружённых силах
В силу доступности огнестрельного оружия военнослужащим неприязненные отношения в замкнутом армейском (флотском и так далее) коллективе время от времени выливаются в убийство жертвой своих предполагаемых обидчиков — так называемый расстрел сослуживцев.
Резонансные случаи расстрела сослуживцев в советской армии и армиях постсоветских государств (например, дело Сакалаускаса) нередко имеют корни в издевательствах и унижениях лица, совершившего расстрел, со стороны сослуживцев (см. дедовщина). Причиной подобных инцидентов в вооружённых силах экономически развитых стран (например, дело Нидала Хасана) часто становится посттравматический синдром.

## Массовые убийства в США
В США массовые убийства нередко принимают специфическую форму killing spree, когда в течение очень короткого времени один человек совершает в разных местах несколько убийств (причём жертвы часто отбираются хаотично). Регулярно сообщается также о массовых убийствах с использованием огнестрельного оружия (в том числе о стрельбе в школах). Каждый такой случай обостряет национальное обсуждение необходимости ограничений на свободное приобретение и владение огнестрельным оружием, гарантированное второй поправкой к конституции США. Это одна из позиций, по которым годами ведётся полемика между демократами и республиканцами.
В октябре 2014 года исследователи Гарвардского университета заявили, что за последние три года количество массовых расстрелов в США увеличилось, и с 2011 года количество массовых расстрелов возросло в три раза, в среднем они происходят каждые 64 дня.
Десятью крупнейшими по числу жертв в истории США (с 1949 года по октябрь 2023 года) являются следующие убийства: 
в Лас-Вегасе (2017, 58 убитых, около 500 раненых), 
в Орландо (2016, 49 убитых, более 50 раненых), 
в Виргинском политехническом институте (2007, 32 убитых), 
в начальной школе «Сэнди-Хук» (2012, 27 убитых), 
в Сазерленд-Спрингс (2017, 26 убитых), в кафетерии Луби (1991, 24 убитых), в Эль-Пасо (2019, 23 убитых), в Ювалде (2022, 21 убитый), в Льюистоне (2023, 18 убитых) и в Паркленде (2018, 17 убитых)